# Apostoliske vikariat i nord
Det apostoliske vikariat i nord (latin Apostolicus Vicariatus Missionum Septentrionalium) var fra 1667 til 1868 den romersk-katolske kirkes forvaltningsstruktur for Norden og Nordtyskland. Disse områder var blevet protestantiske under reformationen. Efterhånden som den katolske kirke genvandt fodfæste i det nordlige Europa, opdeltes vikariatet mellem 1743 og 1868 i særskilte strukturer for de enkelte lande.
Under reformationen blev hele det nordlige Europa protestantisk. De tidligere romersk-katolske bispedømmer blev enten ophævet eller fortsatte som protestantiske stifter. Dette berørte kirkeprovinserne ærkebispedømmet Bremen (fire bispedømmer i Tyskland), ærkebispedømmet Lund (otte bispedømmer i Danmark, Skånelandene og Sydslesvig), Magdeburg (seks bispedømmer i Tyskland og Polen), Nidaros (ni bispedømmer i Norge, på Færøerne, Island og Grønland) og Uppsala (syv bispedømmer i Sverige og Finland) samt dele af kirkeprovinsen Mainz (to af tolv bispedømmer) og to eksempte bispedømmer (Cammin og Meißen). Området havde først status som missionsmark og blev omtalt som de nordiske missioner. Det gejstlige ansvar var delt mellem nuntiuserne i Bruxelles (for Danmark og Norge), Køln (for det meste af Nordtyskland) og Warszawa (for Sverige og Mecklenburg).
Norden og Nordtyskland blev ophøjet til apostolisk vikariat i 1667. Den apostoliske vikar havde sæde i Hannover og var direkte underordnet den pavelige nuntius i Køln. Ofte var vikaren samtidig biskop af Osnabrück, Paderborn og/eller Hildesheim. I 1600-tallet tolererede de protestantiske magthavere kun yderst få katolske menigheder i regionen f.eks. i Altona. Ved begyndelsen af 1700-tallet var antallet katolikker i vikariatet dog øget til omkring 2000.
Efterhånden som katolikker blev tolereret i større grad i regionen og antallet øgedes, blev forskellige områder udskilt fra Det apostoliske vikariat i nord for at danne egne forvaltningsstrukturer:
- Fra 1709/21 til 1780 var Brandenburg, Hannover og Bremen-Verden udskilt som Det apostoliske vikariat Øvre og Nedre Sachsen.
- 1743 udskiltes Sachsen som Det apostoliske vikariat Sachsen.
- 1783 udskiltes Sverige og Finland som Det apostoliske vikariat Sverige.
- 1821 blev store dele af det nordlige Tyskland fordelt mellem bispedømmerne Breslau, Hildesheim og Paderborn.
- 1834 udskiltes Anhalt og Braunschweig som Det apostoliske vikariat Anhalt.
- 1855 udskiltes Nordnorge, Nordsverige, Færøerne, Island og Grønland sammen med det nordligste Skotland, arktisk Canada og Kolahalvøen som Nordpolsmissionen.
- 1868 blev resten af vikariatet opdelt i fire enheder:
  - Det apostoliske præfektur Danmark (Apostolica Praefectura Daniae) omfattede Danmark (fik tillagt Færøerne og Grønland i 1869) og blev ophøjet til Bispedømmet København i 1953.
  - Det apostoliske vikariat Nordtyskland (Apostolicus Vicariatus Germaniae Septentrionalis) omfattet Mecklenburg samt kredsene Lübeck og Eutin, men gik i 1930 op i Osnabrück bispedømme.;
  - Den norske mission (Missio sui juris Norvegiae) omfattede Norge, og blev ophøjet til Oslo katolske bispedømme i 1953.
  - Det apostoliske præfektur Slesvig-Holsten (Apostolica Praefectura Sleswigis Holsatiae) omfattede Slesvig og Holsten, men blev i 1930 delt mellem Det apostoliske vikariat Danmark og Osnabrück bispedømme.